# Arizonaterritorium

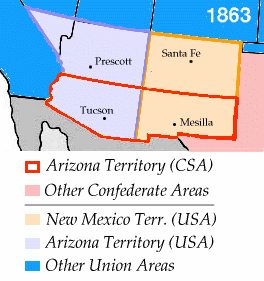
De situatie in 1863.

Het Arizonaterritorium (Engels: Arizona Territory) was een georganiseerd en geïncorporeerd territorium van de Verenigde Staten van 1863 tot 1912, toen het gebied als de staat Arizona bij de Unie werd gevoegd.

## Geschiedenis
Het territorium ontstond na verschillende debatten over de eventuele splitsing van het New Mexicoterritorium. Tijdens de Amerikaanse Burgeroorlog wilden de Unie en de Geconfedereerde Staten (CSA) elk andere dingen met het gebied doen. Beiden erkenden dat er een Arizonaterritorium bestond, gevormd uit een deel van New Mexico. De Unie zag Arizona als het westen van New Mexico, terwijl de CSA het territorium verdeeld had in een noordelijk (New Mexico) en zuidelijk deel (Arizona). In 1866, nadat de Unie de oorlog had gewonnen, werd het noordwesten van het Arizonaterritorium aan de staat Nevada afgestaan. In 1867 werd Tucson de hoofdstad en vanaf 1889 was dat Phoenix. Op 14 februari 1912 werd het territorium opgeheven en als 48e staat aan de Unie toegevoegd.
Georganiseerde en geïncorporeerde territoria: Noordwest (1787–1803) · Zuidwest (1790–1796) · Mississippi (1798–1817) · Indiana (1800–1816) · Orleans (1804–1812) · Louisiana/Missouri (1805–1821) · Michigan (1805–1837) · Illinois (1809–1818) · Alabama (1817–1819) · Arkansas (1819–1836) · Florida (1822–1845) · Indian Territory (1834–1907) · Wisconsin (1836–1848) · Iowa (1838–1846) · Oregon (1848–1859) · Minnesota (1849–1858) · New Mexico (1850–1912) · Oklahoma (1890–1907) · Utah (1850–1896) · Washington (1853–1889) · Kansas (1854–1861) · Nebraska (1854–1867) · Nevada (1861–1864) · Colorado (1861–1876) · Dakota (1861–1889) · Idaho (1863–1890) · Arizona (1863–1912) · Montana (1864–1889) · Wyoming (1868–1890) · Hawaï (1900–1959) · Alaska (1912–1959)
Niet-geïncorporeerde territoria: Guam (1898–) · Filipijnen (1898–1946) · Puerto Rico (1898–) · Amerikaans-Samoa (1899–) · Panamakanaalzone (1903–1979) · Amerikaanse Maagdeneilanden (1917–) · Noordelijke Marianen (1975–)
Onbewoonde eilanden en claims onder de Guano Islands Act: Phoenixeilanden (1856–1979) · Roncador Bank (1856–1981) · Serrana Bank (1856–1981) · Baker (1857–) · Jarvis (1858–) · Johnston (1858–) · Navassa (1858–) · Kingman (1860–) · Swaneilanden (1863–1972) · Howland (1867–) · Midway (1867–) · Quita Sueño (1869–1981) · Palmyra (1898–) · Wake (1899–) · Corn Islands (1914–1971)